# Roberto Hottinger
Roberto Hottinger (1875 - 1942) foi um professor e pesquisador suíço-brasileiro.
Era diplomado em medicina veterinária pela Universidade de Zurique, onde foi assistente do patologista Zschokke e assistente de Frederick Pearson Treadwell, um dos maiores cultores da química analítica.
Foi contratado por intermédio da legação brasileira em Berna para ser professor da Escola Politécnica da Universidade de São Paulo. Na USP foi professor de Zootécnica Geral e Especial, Veterinária e Higiene dos Animais Domésticos, Bioquímica, Físico-Química e Eletroquímica do curso de Engenharia Química.
Junto com Adolfo Lutz e Vital Brasil, entre outros, foi sócio fundador da extinta Sociedade Científica de São Paulo.
Pesquisava processos para combater moléstias próprias do Brasil. Sua descoberta mais conhecida é a do aproveitamento da ação oligodinâmica dos metais, tendo conseguido com prata coloidal uma perfeita esterilização da água, descoberta essa que ficou conhecida como processo Salus para esterilização, consistia em revestir de prata coloidal as partes internas de recipientes cerâmicos, o que eliminaria as bactérias presentes na água.
Junto com o farmacêutico e médico Geraldo Horácio de Paula Souza escreveu diversos artigos a respeito da má qualidade das águas, principalmente as do Rio Tietê e pesquisou métodos para esterilização de água.